# Distrito de Caicay
El distrito de Caicay es uno de los seis que conforman la provincia de Paucartambo ubicada en el departamento de Cuzco en el Sur del Perú.
Paucartambo desde el punto de vista de la jerarquía eclesiástica está comprendida en la Arquidiócesis del Cusco.

## Historia
Oficialmente, el distrito de Caicay fue creado el 21 de junio de 1825 mediante Decreto del Libertador Simón Bolívar.

## División administrativa

### Centros poblados
- Urbanos
- Rurales

Las comunidades campesinas y otras son: 1. comunidad huayllabamba, 2.comunidad de Taucamarca, 3. comunidad de huasac, 4. comunidad de Pitucancha, 5. comunidad de huayllatambo, 6. comunidad de sierra bella, 7. comunidad de ccollotaro, 8. comunidad de ccoyaraqui, 9. anexo Vilcabamba y 10. Asociación soroccocha.

## Autoridades

### Autoridad actual
- Gestión 2023 - 2026
  - Alcalde: Serapio Barreto Sancca
- 2023-2026

Regidores:
- Ceferino Chino Uscamayta
- Maruja Cruz Yana
- Diego Allpaca Huanca
- Dominga Barreto
- Crisostomo Huanca Huaman
- 2023 - 2026
  - Alcalde: Justino Condori Huanca
- 2019-2022

Regidores:
Dionisio Quispe Leonardo manuttupa name="documentos.jne_1">JNE Autoridades regionales y municipales</ref>
- - Alcalde: Edwin Lozano Huaman, del Kausachun.
  - Regidores: Marcelino Chino Camala (Kausachun), Ignacia Montalvo Huamantupa(Kausachun), Victoriano Huarayo Torres (Kausachun), Eloy Guillermo Huarancca Gutiérrez (Kausachun), Felix Quispe Quispe ().
- 2011-2014[2]
- 2007-2010
  - Alcalde: Feliciano Huanca Aima
  - Alcalde: Ortencia Cuadros Torres.

### Religiosas
- Párroco: Pbro. Walther Huamanhorqque (Parroquia Santiago Apóstol).
- Ecónomo: Edgar Gutiérrez Ponce de León (Parroquia apóstol Santiago de Caicay) (PERÚ)

### Policiales
- Comisario: SS PNP JULIO MOLLINEDO HERRERA

## Festividades
- Festival del Durazno.
- Virgen del Carmen.
- Santiago
- Inmaculada Concepción.
- virgen de Natividad - CCollana Huasac